# Carolina Etile Spegazzini
Carolina Etile Spegazzini (provincia de Buenos Aires, 30 de enero de 1887-La Plata, 7 de mayo de 1925) fue una destacada farmacéutica, botánica y doctora en química argentina egresada por la Universidad Nacional de La Plata.

## Biografía
Hija mayor del reconocido naturalista argentino Carlos Luis Spegazzini. El origen de su segundo nombre, Etile, por el cual se la conoce, se hace referencia a un hidrocarburo de la serie etilénica, ya que su padre quiso dejar en su descendencia un homenaje a la Química. 
Cursó sus estudios secundarios en el Colegio Nacional de La Plata graduándose en 1905. Ingresó en marzo de 1906 a la Escuela de Química y Farmacia (hoy Facultad de Ciencias Exactas) y al Instituto del Museo-Facultad de Ciencias Naturales (hoy Facultad de Ciencias Naturales y Museo) de la Universidad de La Plata, donde cursó simultáneamente las carreras de Farmacia y de la Licenciatura en Ciencias Naturales. Se graduó en 1909 como Profesora de Educación Secundaria, formando parte de la primera cohorte de egresados por la UNLP. En 1910 fue la primera persona en terminar la Licenciatura en Ciencias Naturales.Posteriormente, se inscribió en el doctorado de la Escuela de Química, participando en 1917 de la primera excursión de estudio de doctores y alumnos de doctorado.
Etile Spegazzini falleció de apendicitis el 7 de mayo de 1925 a los treinta y ocho años.

## Trayectoria profesional
En 1910 inició tareas tareas de investigación, elección poco habitual para las mujeres de la época. Obtiene una beca en 1911 para estudios de posgrado. Realizó además una actividad docente destacable en la Escuela Normal N,º 4 de Maestras de la Capital Federal. Trabajó en el Laboratorio Pasteur de Química Biológica de la Facultad de Química y Farmacia de la Universidad Nacional de La Plata. Desempeñó tareas en el Instituto Bacteriológico Nacional y en el Laboratorio de Bacteriología del Hospital Italiano de Buenos Aires. Su primera investigación fue realizada junto con una compañera de estudios, María Luisa Cobanera, y publicada en la Revista del Museo de La Plata en 1911. La muerte de un camello en el Jardín Zoológico platense, junto con la intención que existía por aquellos tiempos de criar camellos y dromedarios para destinarlos al transporte en zonas desérticas en La Pampa y la Patagonia argentina, motivaron este primer trabajo sobre el estudio químico de la grasa de camello. El uso de especies vegetales para el tratamiento de enfermedades por parte de pueblos originarios fue el tema que la convocó durante los siguientes años. En mayo de 1918 presentó su tesis sobre el Estudio Crítico del Método de Carnot para la determinación de las sales de Potasio, graduándose como doctora en Química. El acta de tesis fue firmada por Pedro Narciso Arata. Fue una de las 8 mujeres de los 28 estudiantes que obtuvieron el título ese año. Posteriormente, en 1922, publicó los resultados de sus investigaciones junto al entonces decano de la Facultad de Química de la Universidad Nacional de La Plata, Carlos A. Sagastume, en un artículo en los Anales de la Asociación Química Argentina titulado Contralor de un método bioquímico para la investigación y dosaje de vitaminas.

## Homenajes
En octubre de 1925, en la Revista Argentina de Botánica, Carlos Spegazzini se refiere a su hija con las palabras:  
El día 7 de mayo pasado perdí puedo decir casi improvisadamente, a mi hija mayor, la Dra. Etile Carola Spegazzini, arrebatada por un repentino y feroz ataque de apendicitis dejándome anonadado y sumido en la mayor desesperación pues no sólo era mi hija sino también mi activa ayudante y fiel secretaria, el verdadero apoyo moral y material de estos últimos años de mi vida.

Enrique Herrero Ducloux, quien fuera su profesor, la despidió en el cementerio diciendo: «Todo lo hemos perdido: el arquitecto y la obra proyectada, el obrero y el plan, el artista y su ensueño no realizado».